# Carlos Ramírez Zancas
Carlos Ramírez Zancas (Tomelloso, Ciudad Real, España, 11 de septiembre de 1938) es un exfutbolista español que se desempeñaba como Centrocampista.

## Clubes
| Club                  | País   | Año       |
| --------------------- | ------ | --------- |
| Real Valladolid C. F. | España | 1959-1964 |
| R. C. D. Español      | España | 1964-1968 |
| Elche C. F.           | España | 1968-1970 |